# Dictatuur van het proletariaat

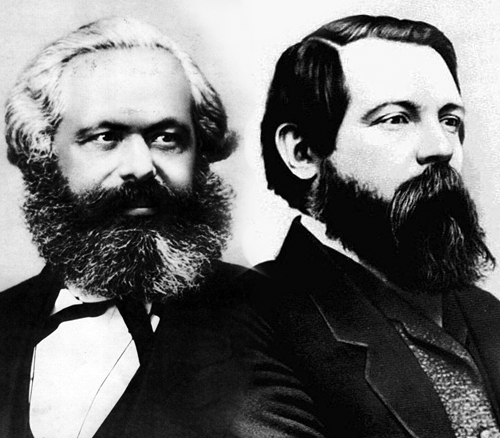
Karl Marx (links) en Friedrich Engels (rechts)

In de marxistische politieke filosofie verwijst de dictatuur van het proletariaat naar een overgangsperiode van kapitalisme naar communisme, waar het proletariaat, of de werkende klasse, de controle heeft over de politieke macht. De term komt sporadisch voor in de werken van Karl Marx en Friedrich Engels, maar werd vooral in het Russische marxisme uitgebouwd tot een volledige theorie van de revolutionaire staat.
Het gebruik van de term "dictatuur" is controversieel qua interpretatie. Volgens bijvoorbeeld Hal Draper werd ermee 'dictatuur' bedoeld in de zin van de Romeinse republiek, dat wil zeggen een aan regels gebonden noodtoestand die tijdelijk van aard is. Marx zou deze term hebben uitgebreid van de heerschappij van één persoon tot de heerschappij van een gehele klasse, de proletarische meerderheid. Een vergelijkbare interpretatie gaf in Nederland de Marx-interpreet Bart Tromp. Volgens Vladimir Lenin betrof het een nieuwe fase van de klassenstrijd waarin de burgerlijke democratie wordt vervangen door een proletarische democratie. Lenin beweerde tegelijkertijd dat de bolsjewistische partij streefde naar een dictatuur van een partij. Volgens Grigori Zinovjev – de eerste leider van de Komintern – kwam de dictatuur van het proletariaat overeen met de dictatuur van de communistische partij.
In navolging van de theorieën van Marx en Engels geloven marxisten dat zo'n socialistische staat een onvermijdelijke stap is in de evolutie van de menselijke samenleving. Ze stellen dat het een overgangsfase is die voortkomt uit de "dictatuur van de burgerij", of de kapitalistische maatschappij, waarin de rijke klassen de productiemiddelen in handen hebben en de werkende klasse misbruiken voor het genereren van eigen winst, en dat het uiteindelijk wordt vervangen door een geheel klasseloze, staatloze maatschappijvorm die bekendstaat als communisme.
Zowel Marx als Engels stelden dat de kortstondige Commune van Parijs, die de Franse hoofdstad drie maanden lang bestuurde voordat hij werd onderdrukt, een voorbeeld was van de dictatuur van het proletariaat. In de 20e eeuw kwamen revolutionair socialistische regeringen aan de macht in een aantal landen, zoals de Sovjet-Unie en de Volksrepubliek China, en beweerden dat ze socialistische staten hadden gecreëerd die dictaturen van het proletariaat waren.

## Theorie
Volgens Karl Marx is de ("burgerlijke") parlementaire democratie de staatsvorm die hoort bij het kapitalistisch economisch systeem, waarin de bourgeoisie (burgerij) de economische en politieke macht heeft (wat in Marx' tijd ook het geval was, door het censuskiesrecht). Marx beschouwde de Parijse Commune als een voorbeeld van de dictatuur van het proletariaat.

### Vestiging
Het kapitalistisch systeem moet, volgens Marx, door een revolutie van georganiseerde arbeiders afgeschaft worden. Na deze "proletarische revolutie" zullen de arbeiders een regering moeten vormen om een socialistisch economisch systeem te vestigen en in stand te houden tegen reactionaire krachten.
In hoofdstuk 2 van het Communistisch Manifest beschrijven Marx en Engels de volgende kenmerken van de heerschappij van het proletariaat (vertaling van Herman Gorter):
Het proletariaat zal zijn politieke heerschappij daartoe gebruiken, om aan de bourgeoisie stuk voor stuk alle kapitaal te ontrukken, alle productiemiddelen in de handen van de staat, dat wil zeggen van het als heersende klasse georganiseerde proletariaat te centraliseren en de massa van de productiekrachten zo snel als mogelijk te vermeerderen.
Dit kan aanvankelijk natuurlijk alleen geschieden door middel van despotische inbreuken op het eigendomsrecht en op de burgerlijke productieverhoudingen, door maatregelen dus die economisch onvoldoende en onhoudbaar schijnen, die evenwel in de loop van de ontwikkeling boven zichzelf uit drijven en als middelen tot omwenteling van de gehele productiewijze onvermijdelijk zijn. Deze maatregelen zullen natuurlijk, naargelang de verschillende landen, verschillend zijn.
Voor de verst ontwikkelde landen zullen evenwel de volgende tamelijk algemeen kunnen worden aangewend:
1. Onteigening van het grondeigendom en aanwending van de grondrente tot staatsuitgaven.
2. Zware progressieve belasting.
3. Afschaffing van het erfrecht.
4. Confiscatie van het eigendom van alle emigranten en rebellen.
5. Centralisatie van het krediet in handen van de staat door een nationale bank met staatskapitaal en uitsluitend monopolie.
6. Centralisatie van het transportwezen in handen van de staat.
7. Vermeerdering van de nationale fabrieken, van de productiemiddelen, ontginning en verbetering van de landerijen naar een gemeenschappelijk plan.
8. Gelijke arbeidsplicht voor allen, oprichting van industriële legers, vooral voor de landbouw.
9. Vereniging van landbouw- en industriebedrijf, aansturen op de geleidelijke opheffing van het onderscheid tussen stad en land.
10. Openbare en kosteloze opvoeding van alle kinderen. Afschaffing van de kinderarbeid in fabrieken in zijn huidige vorm. Verbinding van de opvoeding met de materiële productie enz.

### Afsterven van de staat
Volgens Marx is elke staat per definitie een werktuig voor de onderwerping van de ene klasse door de andere, en de dictatuur van het proletariaat is dus in eerste instantie het werktuig van het proletariaat ter onderwerping van de burgerij. Doel van deze onderwerping is het opheffen van de klassenverschillen, door ieder te laten produceren naar vermogen en consumeren naar behoefte. De technische middelen zouden overvloedig kunnen produceren, verwachtte Marx, en de arbeidersstaat zou deze overvloed slechts planmatig hoeven verdelen.
Door de herverdeling van inkomen en goederen worden de klassenverschillen opgeheven. Hiermee wordt ook de staat opgeheven, in die zin dat ze verwordt tot een administratie van de economie, haar politieke karakter verliest en ophoudt een staat te zijn. Deze opvatting wordt door Friedrich Engels samengevat in zijn Anti-Dühring als "de staat wordt niet afgeschaft, ze sterft af".

## Praktijk
De communistische staten in Oost-Europa beschouwden zichzelf als dictaturen van het proletariaat. Deze status wordt nog altijd betwist door "niet-stalinistische" communisten zoals trotskisten.

## Kritiek
Vroege kritiek op het idee van een dictatuur van het proletariaat komt onder andere van de 19e-eeuwse anarchist Michail Bakoenin, die stelde dat het een dictatuur van een nieuwe elite over het proletariaat zou zijn. Volgens Bakoenin zou de dictatuur van het proletariaat leiden tot centralisatie van de politieke en economische macht bij een kleine minderheid, die hij een “rode bureaucratie” noemde. Volgens Bakoenin corrumpeert macht altijd en zou de dictatuur van het proletariaat gaan streven naar haar eigen voortbestaan en zich gaan verzetten tegen haar eigen afsterving. Bakoenin schreef: “Men neme de meest radicale revolutionair en plaatse hem op de troon van alle Ruslanden of verleen hem een dictatoriale macht en binnen een jaar zal hij erger dan de Tsaar zelf geworden zijn!”
Meer moderne kritiek combineert de stelling van Bakoenin met het empirische bewijs dat ervoor is: van de op marxistische leest geschoeide regimes die in de 20e eeuw over een derde van de wereldbevolking regeerden, is er nooit ook maar één "afgestorven"; de meeste, zo niet alle, vertonen of vertoonden vooral elitevorming en oligarchie (sommige, zoals Noord-Korea, zelfs autocratie en erfelijk leiderschap).